# 鍾一匡
鍾一匡 (英文: Henry Chung，1977年7月14日—） 香港藍調口琴家，作曲及填詞人，執業事務律師；曾入選TimeOut HK杂志及美國華盛頓郵報最頂尖音樂人。與其弟鍾一諾組成的鍾氏兄弟是香港樂壇獲獎組合。

## 簡歷
鍾一匡中學就讀皇仁書院，中三到美國留學，於康乃爾大學取得政治及經濟學士學位，並於喬治城大學法律學院取得法律博士學位，其後返港，於香港大學取得法律深造證書。
讀書期間，受到美國爵士樂、藍調及福音騷靈等音樂風格所影響。他擅長口琴演奏，並成為香港、亞洲及美國的著名藍調口琴家及樂隊領班。2004年在美國被列入口琴名人榜。鍾氏曾與傑克·島袋、The Muddy Waters All-Star Band、Bob Margolin、Bill Heid、Deanna Bogart、Clarence "The Bluesman" Turner、Jesse James & The Raiders、Tab Benoit、Pinetop Perkins、Joe Louis Walker、Butch Warren、Big Joe Maher、Steve Novosel、Mary Ann Redmond、Chuck Underwood、Mitch Woods、Mookie Brill、Joe Stanley、Linwood Taylor、Jesse Yawn等等合作表演﹐並在盧冠廷的2008年紅磡體育館演唱會中在與Lowell及其他香港著名樂手同台演出。並在林子祥、劉德華、陳奕迅、李克勤、黃耀明、曾路得、at17、赤道、王祖藍、羅力威、李卓庭、高晨維、Silver Ko及台灣唱作人Ray Lin等的專輯中均可欣賞到他的獨樹一格的藍調口琴技藝。
鍾一匡也是一位著名的唱片監製。曾監製過的大碟包括曾路得《Recovered》、冼嘉儀《一個不懂唱歌的天使》、吳秉堅《X-Over不可誇的可跨》等。曾監製過的歌手包括姚莉、泰迪羅賓、Howard McCrary、林一峰、羅敏莊、鄧婉玲、陳芳榮、原子鏸、a-dAY，以及爵士結他大師Ulf Wakenius、包以正、爵士鋼琴家Ted Lo、搖滾結他天王Peter Ng及蘇德華等。
2009年，鍾一匡與其弟鍾一諾組成組合「鍾氏兄弟」，推出福音專輯《鐘聲》(The Chimes)，邀請多位國際及本地音樂人合作，把世界不同音樂元素帶進本地音樂文化中。所有歌曲由鍾氏兄弟創作，並以不同音樂風格編曲及演出。
2011年，再以鍾氏兄弟組合，推出第二張福音專輯《齊唱‧吳秉堅之歌》，再次邀請香港及海外多位著名樂手及音樂人合作，改編香港福音音樂作曲人吳秉堅(Ben Ng) 《齊唱新歌》中多首經典福音歌曲。《齊唱‧吳秉堅之歌》專輯於「新城勁爆頒獎禮2011」取得「新城勁爆專輯獎」。《齊唱‧吳秉堅之歌》於2012獲第十二屆華語音樂傳媒大獎最佳組合提名，亦榮獲2012華語金曲獎（堪稱「華語格萊美」）六項提名，包括：年度最佳專輯企劃、年度最佳製作人、年度最佳爵士藝人、年度最佳編曲人、年度最佳封套設計、年度最佳錄音師。2012年12月11日，鍾氏兄弟榮獲2012華語金曲獎「年度最佳爵士藝人」的獎項。
鍾一匡也是一位出色的作詞人，2014年憑《時代的顛覆者》榮獲 CASH金帆音樂獎「最佳歌詞」和新城勁爆頒獎禮「填詞大獎」。
鍾一匡參與的電影和舞台劇配樂及主題曲製作包括：郭子健的《救火英雄》(2012)、姚冠東的《山頭火》(2015)、謝立文《麥兜‧飯寶奇兵》(2016)內的主題曲《大飯寶》、麥少峰的動畫《Crossblade Kill》(2017)。
鍾一匡亦為香港執業事務律師，任職於葉謝鄧律師行。

## 演出作品
| 年份   | 碟名                                                           | 歌手                                      | 角色                                                                                                   | 類別             |
| 2022年 | 《In Him 在祂裡面》                                            | 曾路得                                    | 口琴/詞/監《冷靜》/《I'm Sorry》/監《獻給你》《父》《多麼高多麼遠》《當你走到無力》                    | 雜錦碟 CD        |
| 2021年 | 《一源》主題曲                                                 | 李昭賢/鄭嘉嘉/畢家敏/鍾一諾/陳文婷/黃信榮 | 詞/監《唯一的基督》                                                                                    | 單曲             |
| 2019年 | 《Song Book 歌集》                                             | 鍾一諾                                    | 口琴/監《今天應該很高興》                                                                              | 大碟 CD          |
| 2019年 | TVB劇《好日子》主題曲                                          | 譚嘉儀/林師傑/伍富橋                      | 口琴《有你多好》                                                                                       | 單曲             |
| 2018年 | 《獅子山下2018》插曲                                           | 大AL                                      | 口琴/監《Kiss Me Goodbye》                                                                             | 單曲             |
| 2018年 | 《Once Again 可一‧可再》                                       | 李麗珊                                    | 口琴《懷著笑意的決定》                                                                                 | 大碟 CD          |
| 2017年 | 《Everybody sings at17 新曲+精選 30首》                        | at17                                      | 口琴《那年十七歲》/《窮得只有愛》                                                                      | 雜錦碟 CD        |
| 2017年 | 《生命計劃 Project La Vie》                                    | 群星/林思聰                               | 口琴《老頑童》(泰迪羅賓主唱)                                                                           | 網上發佈         |
| 2017年 | 《達明一代》                                                   | 群星/馮翰銘                               | 口琴《今夜星光燦爛》                                                                                   | 大碟 CD          |
| 2016年 | 《Embrace 擁我入懷 SACD》                                      | 曾路得                                    | 大碟監製/詞/口琴《冷靜》                                                                               | 大碟 SACD        |
| 2016年 | 《麥兜‧飯寶奇兵》電影原聲大碟                                  | 群星/鍾氏兄弟                             | 監《大飯寶》                                                                                           | 網上發佈         |
| 2016年 | 《最愛新曲+精選》                                              | Silver Ko                                 | 口琴《為你鍾情》/《儂本多情》                                                                          | 雜錦碟 CD        |
| 2016年 | 《Heart Out》                                                  | 谷行云                                    | 口琴《謝謝你的愛》/《Nine Million Bicycles》                                                           | 大碟 CD          |
| 2016年 | 《Embrace 擁我入懷》                                           | 曾路得                                    | 大碟監製/詞/口琴《冷靜》                                                                               | 大碟 CD          |
| 2015年 | 單曲                                                           | 趙芬妮                                    | 監《打工仔要好好食晏》                                                                                 | 單曲             |
| 2015年 | 《極 (SACD)》 (限量編號版):Edge-SACD (特別追加新歌 : 未種的花) | 鍾氏兄弟                                  | 概念/曲/詞/編/監/口琴                                                                                  | 大碟 SACD        |
| 2015年 | 《固執先生》                                                   | 龍世傑                                    | 口琴《後卡式時代》                                                                                     | CD               |
| 2015年 | 《Fly Me to the Earth》                                        | 李逸朗                                    | 口琴《城裏的月光》                                                                                     | CD               |
| 2014年 | 《Tribute》                                                    | Silver Ko                                 | 口琴《儂本多情》                                                                                       | CD               |
| 2014年 | 《極》                                                         | 鍾氏兄弟                                  | 概念/曲/詞/編/監/口琴                                                                                  | 大碟 2CD         |
| 2014年 | 《Back To Innocence 重回演唱會》                               | 巫啟賢                                    | 口琴《小人物的心聲》/《路彎彎》/《等你等到我心痛》/《朋友啊朋友》/《我真的要走了》                     | 演唱會2CD / 3DVD |
| 2014年 | 《死谷爛谷》                                                   | 迷你噪音                                  | 口琴《死谷爛谷》                                                                                       | 大碟 CD          |
| 2014年 | 《JJ EP》                                                      | 賈曉晨                                    | 口琴《流浪者之歌》                                                                                     | EP CD            |
| 2014年 | 《Who's Shay?》                                                | 柳妍熙                                    | 口琴《累了》                                                                                           | EP CD            |
| 2013年 | 《We Are One》                                                 | 群星/鍾氏兄弟                             | 概念/曲/詞/編/監/口琴                                                                                  | 大碟 CD          |
| 2013年 | 《愛是無價》                                                   | 羅敏莊                                    | 監《主的彩筆/一線曙光/感激救主》/曲/詞/監《赤子之心》                                                  | 雜錦碟 CD        |
| 2013年 | 《匯 Plays Lowell Lo》                                         | Barry Chung                               | 口琴《但願人長久》                                                                                     | 大碟 CD          |
| 2013年 | 《明哥之歌》                                                   | 黃耀明                                    | 口琴《廣深公路》                                                                                       | 雜錦碟 CD        |
| 2012年 | 《弦動人生》                                                   | 群星/鍾氏兄弟                             | 出品人/曲/監《驚動創造》/《The Eighth Wonder》/《主的彩筆/一線曙光/感激救主》/《愛.舞動人生》/《前望》 | 大碟 2CD         |
| 2012年 | 《在森林和原野》                                               | 李克勤                                    | 口琴《放飛機》                                                                                         | 大碟 CD          |
| 2012年 | 《真夜》                                                       | Silver Ko                                 | 口琴《這一個夜》(林子祥合唱)                                                                           | 大碟 CD          |
| 2012年 | 《Chok出正能量101》                                            | 群星/鍾氏兄弟                             | 概念/策劃/監製                                                                                         | 雜錦碟 6CD       |
| 2012年 | 《其實我想了很久》                                             | Ray Lin                                   | 口琴《奇蹟》                                                                                           | 大碟 CD          |
| 2012年 | 《羅力威》                                                     | 羅力威                                    | 口琴《全職宅男》                                                                                       | 大碟 CD          |
| 2012年 | 《Re-Imagine Leslie Cheung》                                   | 群星/鍾氏兄弟                             | 口琴《沒有愛》/《明星》                                                                                | 演唱會2CD / 2DVD |
| 2012年 | 《齊唱‧吳秉堅之歌 Bonus》                                      | 鍾氏兄弟                                  | 詞/編/監/口琴                                                                                          | EP CD            |
| 2011年 | 《？》                                                         | 陳奕迅                                    | 口琴《積木》                                                                                           | 大碟 CD          |
| 2011年 | 《X-Over Non-Stop 信心飛航》                                   | 吳秉堅                                    | 監《祇有祝福》/《赤道宣言》                                                                            | 大碟 CD          |
| 2011年 | 《All About Loving You》                                       | 王祖藍                                    | 口琴《女巫》                                                                                           | 大碟 CD          |
| 2011年 | 《齊唱‧吳秉堅之歌》                                            | 鍾氏兄弟                                  | 詞/編/監/口琴                                                                                          | 大碟 CD          |
| 2011年 | 《Recovered 重新設定》                                         | 曾路得                                    | 大碟監製 / 口琴《I'm Sorry》                                                                           | 大碟 CD          |
| 2011年 | 《生色》                                                       | 赤道                                      | 口琴 《這地方》/《逆境的背後》/ 曲《有愛就有希望》                                                     | 大碟 CD          |
| 2011年 | 《一個不懂唱歌的天使》                                         | 冼嘉儀                                    | 曲/詞/監《誠心所願》/詞/監/口琴《當我相信》                                                            | EP CD            |
| 2010年 | 《X-Over不可誇的可跨》                                         | 吳秉堅                                    | 編/監/口琴《將心給我》/ 監《親愛主》                                                                   | 大碟 CD          |
| 2010年 | 《Hymn To Love》                                               | 高晨維                                    | 口琴 《When You Say Nothin' At All》                                                                   | 大碟 CD          |
| 2009年 | 《囹聲》                                                       | 基督教牧愛會                              | 詞/監《心中亮光》                                                                                      | 大碟 CD          |
| 2009年 | 《楓戀蜜語》                                                   | 羅敏莊                                    | 曲/詞/監《赤子之心》                                                                                   | 大碟 CD          |
| 2009年 | 《Over the Rainbow: Blue – at 17》                             | at 17                                     | 口琴 《窮得只有愛》                                                                                    | EP               |
| 2009年 | 《After School》                                               | 李卓庭                                    | 口琴《All is Fine》                                                                                    | EP               |
| 2009年 | 《鐘聲》                                                       | 鍾一匡 / 鍾一諾                           | 曲/詞/編/監/口琴                                                                                       | 大碟 CD          |
| 2009年 | 《Your Day, Your Way》                                         | 群星                                      | 曲/詞 《愛的經典》                                                                                     | 雜錦碟           |
| 2009年 | 《Love Hope 希望·愛》                                          | 劉德華                                    | 口琴《一晚長大》                                                                                       | 大碟 CD / DVD    |
| 2008年 | 《盧冠廷 2050 演唱會》                                         | 盧冠廷                                    | 口琴 《天鳥》/《Knockin' on Heaven's Door》                                                            | 演唱會2CD / 4DVD |
| 2008年 | 《Over the Rainbow》                                           | at 17                                     | 口琴 《那年十七歲》                                                                                    | EP CD            |
| 2008年 | 《King of the Road》                                           | 黃耀明                                    | 口琴 《廣深公路》                                                                                      | 大碟 CD          |
| 2007年 | 《感謝每天 II 詩民歌集勵志篇》                                 | 群星                                      | 曲/詞 《愛的經典》                                                                                     | 雜錦碟 2CD       |
| 2007年 | 《理想 MEM專輯》                                               | 群星                                      | 曲/詞 《愛的經典》                                                                                     | 大碟 CD          |
| 2005年 | 《Live at Blues Alley》                                        | Clarence Turner Quintet                   | 監/口琴                                                                                                | 演唱會 CD        |

## 專輯
- 2009年7月：《鐘聲》(The Chimes)
- 2011年7月：《齊唱‧吳秉堅之歌》
- 2014年7月：《極》(Edge)

## 資料來源
1. ↑  .   [2021-06-10]. （原始内容存档于2021-06-10）.
2. 1 2 3  坦白聲 超級巨聲 （页面存档备份，存于） 壹週刊，2009年8月20日
3. 1 2  鍾一匡律師 (Henry Chung) （页面存档备份，存于） 葉謝鄧律師行
4. ↑  群星雲集獻上首張靚聲福音大碟《鐘聲》 （页面存档备份，存于）基督日報，2009年7月15日